# کاکاسیاه (فیلم)
کاکاسیاه فیلمی به کارگردانی امیر شروان و نویسندگی احمد نجیب‌زاده محصول سال ۱۳۵۲ است.

## داستان
رضا (رضا بیک ایمانوردی) و دوست سیاه‌پوستش در موقع سرقت گیر می‌افتند و دوست رضا موقع فرار کشته می‌شود، و همسرش ناهید نیز موقع زایمان فوت می‌کند. پدر دختر (علی‌اکبر مهدوی‌فر) نوه اش را طرد می‌کند. سال‌ها بعد نوه او علی، موسوم به کاکاسیاه (علی بابا)، سر راه رضا قرار می‌گیرد و رضا از او مراقبت می‌کند. رضا به کمک قاسم (احمد معینی) و پری (جمیله) کارشان نگه داری از کودکان آواره و وادار کردن آنها به دزدی است. علی سیاه موقع زدن جیب پدربزرگش دستگیر می‌شود و پیرمرد تعهد می‌کند که از پسرک نگه داری کند؛ اما پرویز (کاظم روشن‌ضمیر)، از بستگان پدر بزرگ، علی را از پدربزرگ دور می‌کند تا ثروت او را تصاحب کند. کوشش‌های رضا و پری برای اثبات این که علی نوة پدربزرگ است بی‌نتیجه می‌ماند. وقتی آن دو موفق می‌شوند پیرمرد را مجاب کنند قاسم، که از معاشرت پری و رضا دل خور است، به کمک پرویز علی را می‌ربایند. رضا و پری آن‌ها را به دام می‌اندازند، و سرانجام پدربزرگ با نوه‌اش در کنار هم زندگی جدیدی را از سر می‌گیرند.

## بازیگران
- رضا بیک ایمانوردی
- جمیله
- علی‌اکبر مهدوی‌فر
- رحیم روشنیان
- کاظم روشن‌ضمیر
- محمد عبدی
- ناهید
- اشرف
- فرهاد خوشبخت
- اکبر اصفهانی
- احمد معینی
- علی بابا
- صمد شیرازی